# Al-Àrqam ibn Abi-l-Àrqam
Al-Àrqam ibn Abi-l-Àrqam (àrab: الأرقم بن أبي الأرقم, al-Arqam ibn Abī l-Arqam), també conegut tot simplement com al-Àrqam (594-673 o 675), fou un dels companys del profeta Muhàmmad. Tot i que el seu nom significa ‘Al-Àrqam fill d'Abi-l-Àrqam’, és a dir, ‘fill del pare d'Al-Àrqam’, el seu pare es deia Abd-Manaf. Va dur la kunya Abu-Abd-Al·lah. Pertanyé al clan Makhzum de la Meca. Es va convertir quan tenia entre 7 i 12 anys.
Una casa seva, al turó as-Safà, que posseïa per causes desconegudes, va servir des del 614 com a quarter general i centre del moviment musulmà. Va seguir al profeta Muhàmmad a Medina. Va lluitar a Badr i a altres combats però no es va destacar.
La seva casa va quedar en mans de la seva família fins que fou comprada pel califa al-Mansur. Posteriorment va pertànyer a al-Khayzuran, mare de Harun ar-Raixid, per la qual cosa fou coneguda des d'aleshores com la «Casa d'al-Khayzuran».